# Jack Trevor Story
Jack Trevor Story (geboren 30. März 1917 in Hertford; gestorben 5. Dezember 1991 in Milton Keynes) war ein britischer Schriftsteller.

## Leben
Jack Trevor Story stammte aus kleinen Verhältnissen, sein Vater fiel im Ersten Weltkrieg. Seine Mutter zog nach Cambridge, wo sie als Putzfrau Arbeit fand. Story musste schon früh als Ladenjunge mitarbeiten. Story war dreimal verheiratet und hatte acht Kinder. Er war häufig pleite, was ihm die Anstrengung für ein neues Werk abverlangte.
Als Jugendlicher verschlang er die preisgünstige Heftchenliteratur und die Musikzeitschrift Melody Maker. Story war ein Autodidakt, ein Schnellschreiber und ein Vielschreiber, er brauchte zwei bis drei Wochen für eine neue Geschichte. William Saroyan war vom Stil und Sujet her ein Vorbild für ihn. Er schrieb auch unter den Pseudonymen Alex Atwell und Rex Riotti. Unter dem Pseudonym Bret Harding hatte er erste Erfolge mit Wildwestromanen. Von ihm stammen auch einige der Sexton-Blake-Detektivgeschichten. Er schrieb auch Drehbücher für Fernsehspiele. In den 1970er hatte er eine Zeitungskolumne in The Guardian.
In den 1970er Jahren zog er in die Planstadt Milton Keynes und blieb dort als Poet on Residence haften. Er arbeitete zeitweise für das lokale Radio. Im nationalen Fernsehen trat er 1979 in der Serie Jack on the Box auf. Sein letztes Radiotagebuch lief unter dem Titel Jack's Last Tape.
Sein Roman The Trouble with Harry wurde 1955 von Alfred Hitchcock für das Drehbuch der gleichnamigen Schwarzen Komödie verwendet.

## Werke (Auswahl)
- The trouble with Harry. T.V. Boardman, 1949
  - Immer Ärger mit Harry. Übersetzung Miriam Mandelkow. Zürich : Dörlemann, 2018
- Sexton Blake. Irren ist tödlich. Sexton Blake Nr. 4. Keine Übersetzerangabe. Rastatt : Pabel, 1963
- Sexton Blake. Und plötzlich war es Mord. Sexton Blake Nr. 24. Keine Übersetzerangabe. Rastatt : Pabel, 1963
- Hitler needs you : A novel. London : Allison & Busby, 1970

## Filmografie
Vorlage
- 1955: Immer Ärger mit Harry (The Trouble with Harry)
- 1962: Hundert Stunden Angst (Mix me a Person) (Verweistitel: Der Henker kann warten)

Drehbuch
- 1960: Etappenhengste (Invasion Quartet)
- 1961: Armleuchter in Uniform (Postman‘s Knock)